# Mana (fiume)
La Mana (in russo Ма́на?; nella parte superiore Pravaja Mana, Mana Destro) è un fiume della Russia siberiana meridionale (Kraj di Krasnojarsk), affluente di destra dello Enisej.
Nasce nella parte occidentale dei monti Saiani Orientali dal lago Manskoe e, ad una distanza di circa 12 km dalla sorgente, un tratto del fiume lungo 800-1000 m scorre sottoterra. Nel corso superiore del fiume ci sono delle rapide. Scorre con direzione mediamente nordoccidentale all'interno di un vasto bacino carbonifero (Bacino di Kansk-Ačinsk); sfocia nello Enisej a 2 488 km dalla foce, a valle della città di Divnogorsk. Ha una lunghezza di 475 km e il suo bacino è di 9 320 km². Ha una portata di 99,71 m³/s a 12 km dalla foce.
La Mana è navigabile nel suo basso corso; è però interessata da periodi di gelo piuttosto lunghi, mediamente dagli inizi di novembre a fine aprile.